# Berfu Cengiz
Berfu Cengiz (* 18. Oktober 1999 in Adana) ist eine türkische Tennisspielerin.

## Karriere
Cengiz spielt überwiegend Turniere auf der ITF Women’s World Tennis Tour, von denen sie bislang acht im Einzel und acht im Doppel gewann. Sie spielte ihr erstes Turnier als Profispielerin im April 2014 und stand im Februar in Antalya in ihrem ersten Einzelfinale, in dem sie der Rumänin Diana Enache in drei Sätzen mit 6:4, 4:6 und 0:6 unterlag. Ihren ersten Turniersieg feierte Cengiz im August 2016 im Turnier in Scharm asch-Schaich, bei dem sie im Finale die Schwedin Anette Munozova mit 6:2 und 6:4 besiegte.
Auf der WTA Tour erhielt sie im Jahr 2015 eine Wildcard für die Qualifikation für den Istanbul Cup. Sie gewann dort ihre Erstrundenbegegnung gegen Julija Bejhelsymer mit 6:1, 3:6 und 6:4, ehe sie in der Qualifikationsrunde gegen Alexandra Panowa mit 1:6 und 3:6 verlor.
Bei den Australian Open 2016 startete Cengiz in der Juniorinnenkonkurrenz sowohl im Einzel als auch mit Ioana Mincă in der Doppelkonkurrenz. Sie scheiterte in beiden Wettbewerben bereits in der ersten Runde.
Im Jahr 2019 spielte Cengiz erstmals für die türkische Fed-Cup-Mannschaft; ihre Fed-Cup-Bilanz weist bislang 4 Siege bei 5 Niederlagen aus.

## Turniersiege

### Einzel
| Nr. | Datum           | Turnier             | Kategorie   | Belag     | Finalgegnerin             | Ergebnis       |
| --- | --------------- | ------------------- | ----------- | --------- | ------------------------- | -------------- |
| 1.  | 21. August 2016 | Scharm asch-Schaich | ITF $10.000 | Hartplatz | Anette Munozova           | 6:2, 6:4       |
| 2.  | 11. Juni 2017   | Banja Luka          | ITF $15.000 | Sand      | Nina Potočnik             | 6:4, 3:6, 6:3  |
| 3.  | 4. März 2018    | Scharm asch-Schaich | ITF $15.000 | Hartplatz | Julija Hatouka            | 6:3, 4:6, 6:3  |
| 4.  | 17. Januar 2021 | Antalya             | ITF $15.000 | Sand      | İpek Öz                   | 3:6, 6:2, 6:4  |
| 5.  | 4. Februar 2023 | Mexiko-Stadt        | ITF W40     | Hartplatz | Yuan Yue                  | 6:4, 1:6, 7:69 |
| 6.  | 12. Mai 2024    | Båstad              | ITF W35     | Sand      | Gergana Topalova          | 6:4, 6:2       |
| 7.  | 2. Juni 2024    | Troisdorf           | ITF W50     | Sand      | Susan Bandecchi           | 6:1, 2:6, 6:3  |
| 8.  | 23. Juni 2024   | Ystad               | ITF W50     | Sand      | Irene Burillo Escorihuela | 6:3, 3:6, 6:3  |

### Doppel
| Nr. | Datum              | Turnier      | Kategorie   | Belag     | Partnerin          | Finalgegnerinnen                      | Ergebnis          |
| --- | ------------------ | ------------ | ----------- | --------- | ------------------ | ------------------------------------- | ----------------- |
| 1.  | 15. Oktober 2016   | Antalya      | ITF $10.000 | Sand      | Ani Wangelowa      | Cristina Adamescu Sadafmoch Tolibowa  | 6:3, 6:4          |
| 2.  | 19. November 2016  | Antalya      | ITF $10.000 | Sand      | Olga Danilović     | Tayisiya Morderger Yana Morderger     | 6:4, 6:4          |
| 3.  | 9. Juni 2017       | Banja Luka   | ITF $15.000 | Sand      | Ani Wangelowa      | Riya Bhatia Tamara Čurović            | 7:5, 7:64         |
| 4.  | 12. August 2017    | Istanbul     | ITF $15.000 | Sand      | İpek Öz            | Vasilisa Aponasenko Tea Faber         | 6:4, 6:1          |
| 5.  | 30. September 2017 | Jounieh      | ITF $15.000 | Sand      | Ola Abou Zekry     | Jacqueline Cabay Awad Fanny Östlund   | 6:4, 7:5          |
| 6.  | 22. Juli 2018      | Astana       | ITF $80.000 | Hartplatz | Anna Danilina      | Oqgul Omonmurodova Ekaterine Gorgodse | 3:6, 6:3, [10:7]  |
| 7.  | 8. Juni 2019       | Fergana      | ITF $25.000 | Hartplatz | Nigina Abduraimova | Isabella Bozicevic Xenija Laskutowa   | 4:6, 6:1, [10:3]  |
| 8.  | 4. Februar 2023    | Mexiko-Stadt | ITF W40     | Hartplatz | Sofia Sewing       | Suzan Lamens Darja Semeņistaja        | 6:1, 1:6, [12:10] |